# Лижне двоборство на зимових Олімпійських іграх 1952
Змагання з лижного двоборства на зимових Олімпійських іграх 1952 відбулися 17-18 лютого на Голменколленському лижному трампліні в Осло (Норвегія). Розіграно один комплект нагород. Уперше на Олімпійських іграх спочатку проводили стрибки з трампліна, а вже потім - лижні перегони на 18 км.

## Медалісти
| Дисципліна             | Золото                    | Срібло                  | Бронза                      |
| ---------------------- | ------------------------- | ----------------------- | --------------------------- |
| Індивідуальні змагання | Сімон Слоттвік · Норвегія | Хейккі Хасу · Фінляндія | Сверре Стенерсен · Норвегія |

## Країни-учасниці
У змаганнях з лижного двоборства на Олімпійських іграх в Осло взяли участь спортсмени 11-ти країн. Румунія дебютувала в цьому виді програми і станом на 2018 рік це була її єдина участь.
- Австрія (4)
- Фінляндія (4)
- Німеччина (2)
- Італія (1)
- Японія (1)
- Норвегія (4)
- Румунія (1)
- Швейцарія (1)
- Швеція (2)
- Чехословаччина (1)
- США (4)